# Teófilo Paleólogo
Téofilo Paleólogo (em grego : Θεόφιλος Παλαιολόγος ; morreu em 1453) foi primo do imperador Constantino XI Paleólogo e comandante durante a queda de Constantinopla. Conhecido como um gramático, humanista e matemático, ele morreu na batalha final ao lado do imperador.